# Strephonota ambrax
Strephonota ambrax is een vlinder uit de familie van de Lycaenidae. De wetenschappelijke naam van de soort is voor het eerst geldig gepubliceerd in 1851 door John Obadiah Westwood. De soort komt voor in een groot deel van Midden- en Zuid-Amerika.